# Kate Walker (personage)
Kate Walker is het hoofdpersonage in de Syberia-serie van computerspellen. Het personage verscheen voor het eerst in het gelijknamige spel uit 2002 en is bedacht en ontworpen door de Belgische cartoonist Benoît Sokal.

## Personage
Kate Walker is geboren in 1972 en afkomstig uit New York. Walker begon een studie als advocaat en kwam te werken bij het advocatenbureau Marson & Lormont. Haar beste vrienden Dan Foster en Olivia Parker werken hier ook. Kate is optimistisch, koppig en vastberaden.
Wanneer het advocatenbureau een aankoop van een oude speelgoedfabriek moet afronden, wordt Kate naar het Franse dorpje Valadilène gestuurd om de fabriekseigenaresse de laatste documenten te laten ondertekenen. De vrouw blijkt echter de avond ervoor te zijn gestorven. De enige erfgenaam die de aankoop nog kan voltooien is Hans Voralberg.
Kate Walker reist van station naar station per trein, die ze voor vertrek eerst met een sleutel moet opwinden. De sleutel ligt verborgen tussen puzzels die Walker eerst moet zien op te lossen. Haar reispartner is de automaton Oscar en later voegt ook Hans Voralberg zich bij het gezelschap.
In het tweede spel reist Kate per trein naar Siberië en doet daar onderzoek naar verdwenen prehistorische mammoeten. Als gevolg hiervan verbreekt ze alle banden met haar werkgever, verloofde, en haar eigen moeder.
Na het verlaten van het Siberische eiland wordt een stervende Kate gered door een lokale stam, de Youkol. Ze besluit om hen te helpen met het voltooien van hun oude tradities en het terugvinden van de oude tempel.
In Syberia: The World Before probeert Kate met haar vriendin Katyusha te ontsnappen uit een zoutmijn. Wanneer Katyusha wordt neergeschoten belooft Kate haar om de identiteit te achterhalen van een meisje op een oud schilderij, die een verrassend grote gelijkenis met Kate heeft. Kate reist naar het rustieke dorpje Vaghen en komt daar achter de geschiedenis van Dana Roze, een muziekstudent die leefde tijdens de Tweede Wereldoorlog. Wanneer Kate ontdekt dat Dana haar eigen oma is, besluit ze om haar op te zoeken.